# 暗色凹腹鱈
暗色凹腹鱈（学名：Ventrifossa fusca），又名鱈魚，为輻鰭魚綱鱈形目鼠尾鱈科凹腹鱈屬下的一个种，為深海底棲性魚類，分布於西北太平洋琉球海溝、菲律賓海域，體長可達61公分，棲息在底層水域，生活習性不明。